# مهرجان زنجبار السينمائي الدولي
مهرجان زنجبار السينمائي الدولي، هو مهرجان سينمائي سنوي يقام في زنجبار ، تنزانيا . تم وصفه بأنه أكبر حدث ثقافي في شرق إفريقيا . مهرجان زنجبار السينمائي الدولي هي منظمة غير حكومية تأسست عام 1997 لتطوير وترويج الأفلام والصناعات الثقافية الأخرى كمحفز للنمو الاجتماعي والاقتصادي الإقليمي. 

## مهرجان السينما
يعد المهرجان السنوي للفنون والثقافة متعدد التخصصات النشاط الرئيسي لمؤسسة مهرجان زنجبار السينمائي الدولي. المهرجان عبارة عن علاقة فنية، حيث يتكون من 8 أيام حلقات نقاش محلية ودولية وورش عمل، و10 أيام أفضل عروض السينما المحلية والعالمية وأمسيات الحفلات الموسيقية بما في ذلك حفل كل مساء. جميع برامج المهرجان هي تتويج لإدراك قدرة الفيلم على دمج أفضل ما في كل شكل فني معًا، مما يوفر مجموعة واسعة من خيارات الترفيه والتعليم والتواصل لجماهير العالم. 
يمكن القول أن المهرجان هو أكبر مهرجان فني وثقافي متعدد التخصصات في إفريقيا ، ويستمر في الريادة كحدث جذب سياحي في المنطقة.   يمنح مهرجان زنجبار السينمائي الدولي الآن 12 جائزة دولية مقدمة من 5 محلفين دوليين. تشير التقديرات إلى أن 7000 سائح غربي قدموا إلى زنجبار لحضور المهرجان وكان إجمالي جمهور المهرجان أكثر من 100000 مع جاذبية واسعة عبر العرق والطبقة والأديان. تأثيره على اقتصاد زنجبار لا يرقى إليه الشك. 

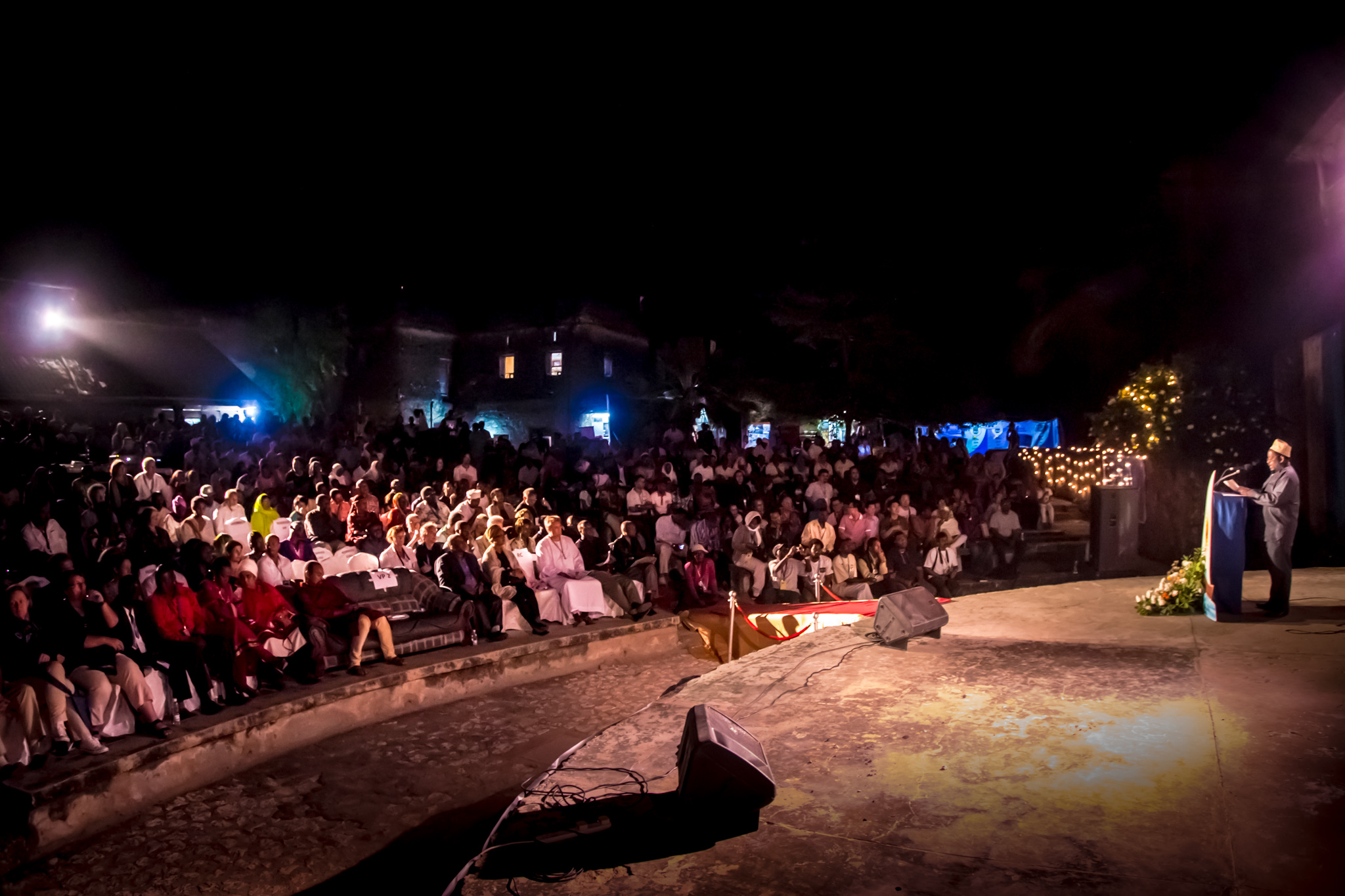
جمهور 2013

يدير مهرجان زنجبار السينمائي الدولي الآن 15 برنامجًا على مدى 10 الأيام التي تشمل
خلال المهرجان ، يتم عرض الأفلام في مدينة زنجبار الحجرية، وكذلك قرى زنجبار الريفية. 

## روابط خارجية
- مهرجان زنجبار السينمائي الدولي على موقع IMDb (الإنجليزية)

- الموقع الرسمي
- مهرجان زنجبار السينمائي الدولي على قاعدة بيانات الأفلام على الإنترنت